# 布拉克桑山
布拉克桑山是臺灣中央山脈南段一座高山，山頂地處花蓮縣卓溪鄉古風村、臺東縣海端鄉霧鹿村與利稻村的交界，海拔3020.9公尺，立有森林三角點，為霧鹿村最高點，亦為臺灣百岳之一。山區林相以臺灣冷杉和臺灣鐵杉等樹種構成的針葉林為主。

## 地形

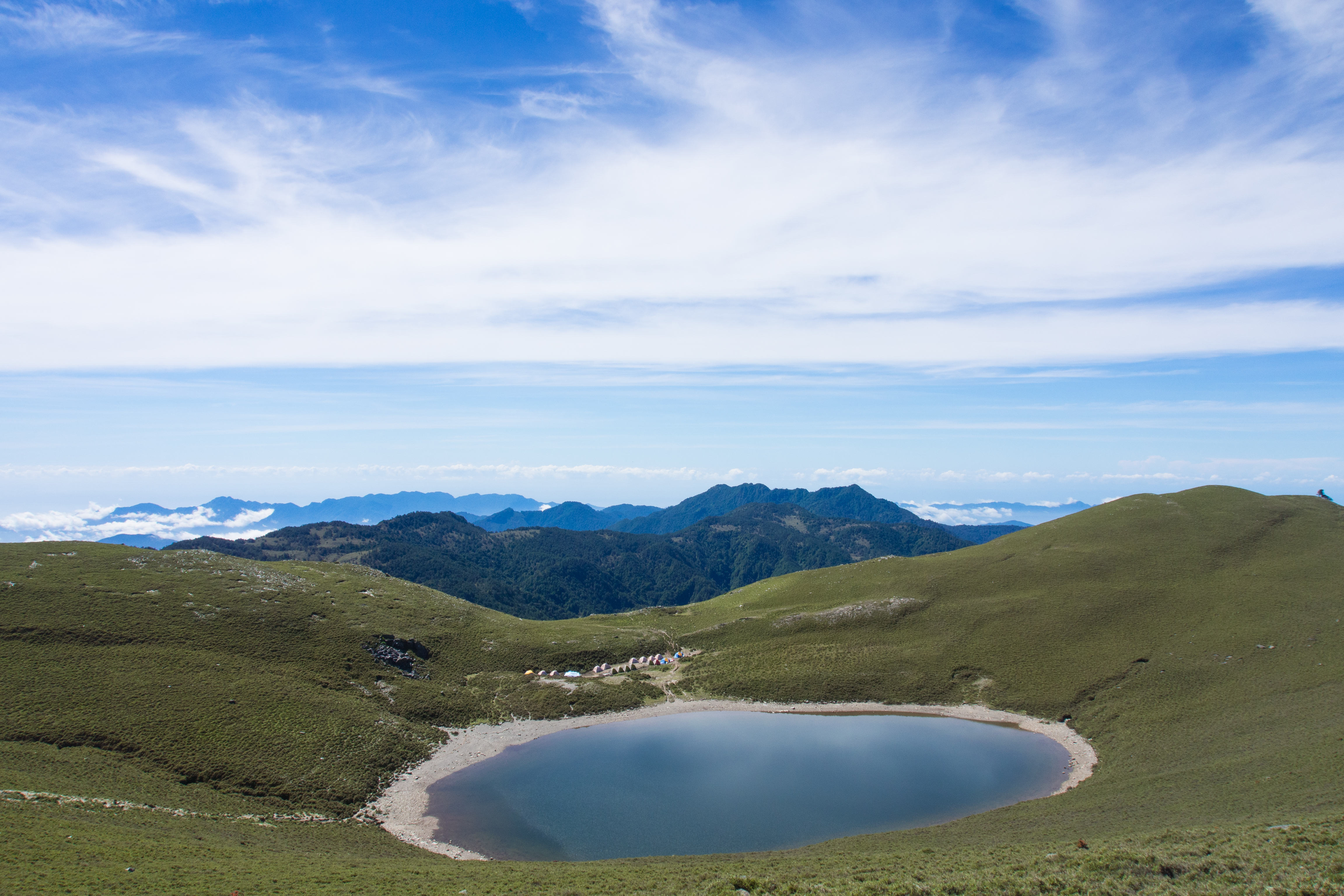
位於三叉山東南側的嘉明湖，遠方最高聳的山峰即為布拉克桑山

中央山脈上的三叉山是一座四叉峰，除了有中央山脈的主稜線自北而西貫穿，另有兩道支稜，一道往東北東方向連接新康山，一道則往南南東方向連接布拉克桑山。新康山稜脈與布拉克桑山稜脈在高度與規模上各有突出之處，難作主次之分，因此這兩道稜脈常被合稱為「新康山列」。與新康山稜脈相比，布拉克桑山稜脈較為綿長，幅員較廣，地勢也較平緩。東南—西北走向的稜脈自三叉山連通布拉克桑山後，於布拉克桑山的山頂轉折，往東南東方向延伸，經東舞樂山、崙天山等山峰，直抵花東縱谷，構成秀姑巒溪水系與卑南溪水系的分水嶺，以及花蓮縣與臺東縣的交界線。
布拉克桑山擁有三座較突出的山頭，最高峰位在稜脈的轉折點上，森林三角點亦設立於該峰，其餘兩座山頭並排於最高峰的東側，形成三峰並立的態勢。最高峰向南方另伸出一道較為低矮的支稜，經武武奴留山及羽美山，終於卑南溪畔的布農族新武部落。布拉克桑山的頂嶺大致寬平，起伏不大，山容不甚突出，但基盤闊達，頂脊亦遠高於周遭山峰，加上四周皆為溪源包圍而形成陡坡，造就連綿如垣的山勢，因而被登山家邢天正選為百岳中的九嶂之一。
布拉克桑山的東北側和東南側，分別為秀姑巒溪水系之清水溪，以及卑南溪水系之武拉庫散溪源頭。西面山腰亦有多條小溪發源，屬卑南溪水系之新武呂溪支流。

## 人文
布拉克桑山屬布農族郡社群傳統領域，該山西麓曾有無樂散社等多個布農部落。在布農語中，「布拉克桑」（Bulaksang / Ulakusan）的本意為褐毛柳，是臺灣中高海拔山區常見的一種柳樹。至於「布拉克桑山」之名，可追溯至日治時期調查官員記載的名稱「 Burakusan-zan」，戰後又將此日語名稱音譯為漢語，先後有部落生山、無樂散山、武拉姑散山等譯名，最後定為現今的布拉克桑山。一說布拉克桑山是因山腳的無樂散社而得名，一說當地的布農族本就以「布拉克桑」稱呼這座山。
20世紀初葉以前，僅有當地的布農族人會在布拉克桑山一帶活動，外人無從涉足此地，直至1930年春季，臺灣總督府殖產局山林課的技手吉井隆成等人於清水溪與樂樂溪上游流域進行森林調查，才首次留下攀登布拉克桑山的文字記錄。吉井的調查隊伍於1930年3月下旬自玉里入山，於4月4日與5日，分別登上三叉山與其西南方的向陽山。當時，向陽山以西即為拉荷·阿雷領導的布農部落玉穗社，尚未向臺灣總督府歸順。為避免遭玉穗社襲擊，調查隊伍回到三叉山東側的溪畔紮營後，決定改沿布拉克桑山稜脈往南調查，並在4月6日近午登上布拉克桑山，最後沿清水溪下山回到玉里。
隨著1965年10月，邢天正與嚮導邱明輝自利稻部落接連登上布拉克桑山與新康山，開戰後攀登布拉克桑山之先聲，布拉克桑山亦於1970年代被選為臺灣百岳。由於布拉克桑山的山勢較不具特色，高度亦屬百岳中的後段班，即便附近有南橫公路通過，起初仍少有人專門造訪，一度成為最冷門的百岳。如今，在布拉克桑山的攀登路線中，以吉井等人當年的路線，亦即從三叉山沿布拉克桑山稜脈南行最為簡捷，腳程快的登山者可在一天內往返，因而最受歡迎。除此之外，少數登山者會挑戰攀登布拉克桑山南側的支稜，即布拉克桑山—武武奴留山—羽美山的路線，或是由布拉克桑山的西南側渡溪攀登。